# Ohníček (časopis)
Ohníček byl českojazyčný časopis pro děti a mládež, vycházející od 2. září 1950 do roku 2001.

## Historie a obsah
Časopis vydával s podtitulem zábavný čtrnáctideník  Československý svaz mládeže v Mladé frontě. Od roku 1974 vycházel v nakladatelství Mladá fronta, od roku 1999 se k ní přidala agentura Toja. Časopis byl určený pro děti od 8 do 12 let. Měl formu humornou, zábavnou a přinášel rovněž některé zajímavosti. Vycházel jako čtrnáctideník, v letech 1952–1968 byl měsíčníkem.
Mezi pravidelné rubriky patřily:
- KUK – pionýrské kukátko – rubrika věnující se významným výročím a propagaci komunismu a pionýrské organizace
- Sběrnu vtipů Ohníček řídí Kuba Kubíček – anekdoty a skutečné veselé historky od čtenářů
- Šeptem – poradna pro čtenáře, kteří se svěřovali se svými problémy s rodiči, spolužáky či jinými choulostivými věcmi
- Třásničky – objevy a zajímavosti ze světa
- Co? Kdo? Proč? – odpovědi na různé otázky ze světa kolem nás
- PiKi – Pionýrský kinematograf, komiks beze slov na prostřední dvojstraně.

V časopise vycházely různé příběhy a povídky na pokračování, jako například Alisina dobrodružství Kira Bulyčova, Mikulášovy patálie René Goscinnyho, Boříkovy lapálie Vojtěcha Steklače a další.
V Ohníčku pravidelně vycházely i komiksy, mezi nejpopulárnější patřily:
- Barbánek – veselé příhody kluka Honzy a jeho žlutého psa Barbánka. Napsal Jiří Havel (básník), nakreslila Věra Faltová.
- Otazníky detektiva Štiky – detektivní případy, které mohli luštit sami čtenáři. Napsal Jiří Lapáček, nakreslil Jiří Kalousek.
- Čenda je číslo – příhody holčičky Venduly a jejího zázračného malého brášky Čendy. Napsala Hana Doskočilová, nakreslila Eva Průšková.
- Přátelé z pravěku – příhody brontosaura Punti a jeho přátel. Napsal Miloslav Švandrlík, nakreslil Jiří Winter Neprakta.
- Kouzelná Lucka – příhody holčičky Lucky s kouzelným kloboukem. Nakreslila Eva Průšková, autor námětů nebyl uveden.
- Šmoulové a Krákula
- Kousky mládence Ferdy mravence Ondřeje Sekory[4]